# SMS, sin miedo a soñar
SMS, sin miedo a soñar è una serie televisiva spagnola creata da Daniel Écija, Ernesto Pozuelo e Carmen Ortiz e trasmessa dal 7 luglio 2006 al 30 marzo 2007 sul canale La Sexta.

## Trama
La serie racconta la storia di un gruppo di adolescenti dell'alta borghesia, la cui vita cambia bruscamente dopo l'arrivo di Edu, un giovane delinquente, nel loro quartiere. Il contrasto tra i due mondi, insieme alle relazioni sentimentali del gruppo di adolescenti, costituiscono il tessuto di una serie giovanile che aggiunge un nuovo elemento al genere: una trama thriller, legata ad un misterioso omicidio in cui tre dei protagonisti sono coinvolti.

## Personaggi

### Principali
- Cristina Gómez-De Iridutia, interpretata da Lola Marceli. Avvocato trentottenne, ex socia di Gonzalo e madre di Paula. Ha una relazione con David. Per gran parte della prima stagione, Edu ha vissuto a casa sua. Viene accusata di riciclaggio di denaro per alcuni documenti da lei firmati e e poi dell'assassinio di Gonzalo, benché egli non fosse morto. Dopo aver lavorato brevemente per uno studio legale, ha iniziato a lavorare per la casa discografica di David, ma nel tentativo di migliorare il contratto di Vicki ha commesso uno sbaglio e ha dovuto lasciare il lavoro. Dopo questo fallimento Cristina si è data all'alcolismo.
- David Llorens, interpretato da Javier Albalá. Ex musicista di 43 anni. È il padre di Javi. Ha una relazione sentimentale con Cristina. Dalla fine della prima stagione, Edu ha vissuto a casa sua. Era un solista con il gruppo musicale Parálisis Yeyé, ma ora è il produttore del gruppo SMS nel quale suona suo figlio.
- Eduardo "Edu" Sánchez Díaz, interpretato da Raúl Peña. Sedicenne che era un delinquente giovanile fino a quando Cristina non lo ha portato a casa sua. Nella prima stagione, era una spia per Gonzalo, che lo ricattava in relazione a suo padre. Quando Cristina lo ha scoperto (alla fine della prima stagione), lo ha cacciato di casa e lui è andato a vivere a casa di Javi. Entra a far parte del gruppo SMS. In precedenza aveva una relazione con Leti, ma poi si è innamorato di Paula.
- Paula Dejardains Gómez-De Iridutia, interpretata da Amaia Salamanca. Figlia sedicenne di Cristina.

## Episodi
| Stagione         | Episodi | Prima TV originale | Prima TV italia |
| ---------------- | ------- | ------------------ | --------------- |
| Prima stagione   | 120     | 2006               | Inedita         |
| Seconda stagione | 65      | 2007               | Inedita         |